# Победници светских првенстава у атлетици у дворани — 60 метара препоне
Победници светских првенстава у дворани у дисциплини 60 метара препоне за мушкарце, која је у програму светских првенстава од Светских игара у дворани 1985. и првог Светског првенства у Индијанополису 1987. приказани су у следећој табели са резултатима победника и билансом медаља. Резултати су приказани у секундама.

## Освајачи медаља на СП у дворани - 60 метара препоне за мушкарце
| Светско првенство          |                                      | Резултат  |                                     | Резултат |                                       | Резултат |
| Париз 1985. детаљи         | Стефан Каристан · Француска          | 7,67 РСП  | Хавијер Морачо · Шпанија            | 7,69     | Џон Риџн · Уједињено Краљевство       | 7,70     |
| Индијанополис 1987. детаљи | Тони Кембел · САД                    | 7,51      | Стефан Каристан · Француска         | 7,62     | Најџел Вокер · Уједињено Краљевство   | 7,66     |
| Будимпешта 1989. детаљи    | Роџер Кингдом · Уједињено Краљевство | 7,43 РСП  | Колин Џексон · Уједињено Краљевство | 7,45     | Игор Казанов · СССР                   | 7,59     |
| Севиља 1991. детаљи        | Грег Фостер · САД                    | 7,45      | Игор Казанов · СССР                 | 7,47     | Марк Мекој · Канада                   | 7,49     |
| Торонто 1993. детаљи       | Марк Мекој · Канада                  | 7,41 РСП  | Колин Џексон · Уједињено Краљевство | 7,43     | Тони Диз · САД                        | 7,43     |
| Барселона 1995. детаљи     | Ален Џонсон · САД                    | 7,39 РСП  | Кортни Хокинс · САД                 | 7,41     | Тони Џерет · Уједињено Краљевство     | 7,42     |
| Париз 1997. детаљи         | Анијер Гарсија · Куба                | 7,48      | Колин Џексон · Уједињено Краљевство | 7,49     | Тони Диз · САД                        | 7,50     |
| Маебаши 1999. детаљи       | Колин Џексон · Уједињено Краљевство  | 7,38 РСП  | Реџи Торијан · САД                  | 7,40     | Фалк Балцер · Немачка                 | 7,44     |
| Лисабон 2001. детаљи       | Теренс Трамел · САД                  | 7,51      | Анијер Гарсија · Куба               | 7,54     | Шон Боунс · ЈАР                       | 7,55     |
| Бирмингем 2003. детаљи     | Ален Џонсон · САД                    | 7,47      | Анијер Гарсија · Куба               | 7,49     | Љу Сјанг · Кина                       | 7,52     |
| Будимпешта 2004. детаљи    | Ален Џонсон · САД                    | 7,36 РСП  | Љу Сјанг · Кина                     | 7,43 АЗР | Морис Вигнал · Јамајка                | 7,48     |
| Москва 2006. детаљи        | Теренс Трамел · САД                  | 7,43      | Дејрон Роблес · Куба                | 7,46     | Доминик Арнолд · САД                  | 7,52     |
| Валенсија 2008. детаљи     | Љу Сјанг · Кина                      | 7,46      | Ален Џонсон · САД                   | 7,55     | Двејн Чејмберс · Уједињено Краљевство | 7,60     |
| Валенсија 2008. детаљи     | Љу Сјанг · Кина                      | 7,46      | Ален Џонсон · САД                   | 7,55     | Јевгени Борисов · Русија              | 7,60     |
| Доха 2010. детаљи          | Дејрон Роблес · Куба                 | 7,34 РСП  | Теренс Трамел · САД                 | 7,36     | Дејвид Оливер · САД                   | 7,44     |
| Истанбул 2012. детаљи      | Аријес Мерит · САД                   | 7,44      | Љу Сјанг · Кина                     | 7,49     | Паскал Мартино-Лагард · Француска     | 7,53     |
| Сопот 2014. детаљи         | Омо Осаге · САД                      | 7,45      | Паскал Мартино-Лагард · Француска   | 7,46     | Гарфилд Даријен · Француска           | 7,47     |
| Јуџин 2016. детаљи         | Омар Меклеод · Јамајка               | 7,41      | Паскал Мартино-Лагард · Француска   | 7,46     | Димитри Баску · Француска             | 7,48     |
| Бирмингем 2018. детаљи     | Ендру Поци · Уједињено Краљевство    | 7,46      | Џаред Итон · САД                    | 7,47     | Ориел Манга · Француска               | 7,54     |
| Београд 2022. детаљи       | Грант Холовеј · САД                  | 7,39      | Паскал Мартино-Лагард · Француска   | 7,50     | Џаред Итон · САД                      | 7,53     |
| Глазгов 2024. детаљи       | Грант Холовеј · САД                  | 7,29 =РСП | Лоренцо Симонели · Италија          | 7,43     | Жист Квау-Матје · Француска           | 7,47     |
| Нанкинг 2025. детаљи       | Грант Холовеј · САД                  | 7,42      | Вилхем Белосијан · Француска        | 7,54     | Љу Ђунши · Кина                       | 7,55     |
| Торуњ 2026                 |                                      |           |                                     |          |                                       |          |

###### Напомена
1. ↑  Американац Грег Фостер је трчао рекорд светских првенстава 7,46 у полуфиналу.
2. ↑  Холовеј је у полуфиналу трчао 7,29 што је нови светски рекорд у дворани и рекорд светских првенстава.

## Биланс медаља 60 метара препоне за мушкарце
стање после СП 2025.
|     | Земља                  |    |    |    |    |
| --- | ---------------------- | -- | -- | -- | -- |
| 1.  | САД                    | 12 | 5  | 5  | 22 |
| 2.  | Уједињено Краљевство   | 3  | 3  | 4  | 10 |
| 3.  | Куба                   | 2  | 3  | 0  | 5  |
| 4.  | Француска              | 1  | 5  | 5  | 11 |
| 5.  | Кина                   | 1  | 2  | 2  | 5  |
| 6.  | Канада                 | 1  | 0  | 1  | 2  |
| 6.  | Јамајка                | 1  | 0  | 1  | 2  |
| 8.  | СССР                   | 0  | 1  | 1  | 2  |
| 9.  | Шпанија                | 0  | 1  | 0  | 1  |
| 9.  | Италија                | 0  | 1  | 0  | 1  |
| 11. | Немачка                | 0  | 0  | 1  | 1  |
| 11. | Јужноафричка Република | 0  | 0  | 1  | 1  |
| 11. | Русија                 | 0  | 0  | 1  | 1  |
|     | Укупно 13 земаља       | 21 | 21 | 22 | 64 |